# 浪淘沙 (電視劇)
《浪淘沙》（英語：A Cinematic Journey）為青頻果有限公司製作、民視無線台於2005年播出之電視劇。此為臺灣首部大河連續劇，改編自臺灣國寶級作家東方白長達150萬字之同名小說《浪淘沙》。內容講述臺灣首位女醫師丘雅信的坎坷人生，以她不凡的一生來透視整個臺灣的變遷。整個故事從「臺灣割日」至「國府流亡來臺」，前後時間長達50年以上。

## 故事大綱
丘雅信的原型源自臺灣首位女醫師蔡阿信。蔡阿信是第一位在北美當駐診醫師的臺灣人，是北美第一位正式開業看病人的臺灣人，是臺灣第一位有專業麻醉訓練的醫師。她曾以私人力量興辦「助產士訓練學校」，訓練出五百多名助產士。

## 演員陣容

### 主要角色
| 演員   | 角色   | 備註 |
| 葉 歡  | 丘雅信 | 台灣第一位女醫師。 她所出生的年代，正值台灣受到最多衝擊的時代。不論是文化還是政治，通通處於過渡時期，但這也造就了她坎坷卻不凡的一生。 雅信聰明好學，甚至比男生還要優秀，只不過，在那個不論政治經濟，均以男性當道的年代，她的成果還是很難得到眾人的肯定。儘管如此，雅信依然憑著天資聰穎，以及「非達目的，絕不罷休」之性格，在那個什麼都以男人為主的時代，闖出屬於自己的一片天。 |
| 施易男 | 林仲秋 | 本劇男主角，雅信的初戀情人。曾在日本東京留學，返台後任職於電力會社。原本和雅信論及婚嫁，但後來因「同姓」而告終。儘管如此，在他心中，對雅信的愛卻始終不曾消失。後來罹患痢疾，並在雅信的陪伴下，離開人世。對仲秋而言，在生命即將到達終點之時，還能和心愛的雅信在一起，相信這是他一生中最幸福的時候。                                                                             |
| 霍正奇 | 彭 英  | 丘雅信的丈夫。臺灣社會運動家。起初為臺灣文化協會成員之一，後來因蔣渭水的病逝而一厥不振，往後便開始和友人酒歡在外。而原本已經相當鬱悶，又聽聞旁人說他「在家幫老婆」，使得彭英更覺得自己毫無價值可言。漸漸的，和雅信的感情越走越淡，倆人甚至為了一點小事就能吵起來，夫妻倆均飽受著煎熬。爾後遠赴中國大陸，且認識一京劇花旦，並和雅信結束婚姻關係。                               |
| 德 馨  | 許秀英 | 雅信的母親。 |
| 葉天倫 | 關馬西 | 三位主角的摯友。在最後目送雅信離開臺灣，並為她祈禱，期望雅信能有再次回鄉的一天。 |

### 其他角色
- 蔡阿炮 飾 劉　賜
- 林照雄 飾 林雅堂
- 高　捷 飾 丘元家
- 內田忠克 飾 菊　池
- 佐藤麻衣 飾 雪　子
- 吳皓昇 飾 詹渭水
- 黃建群 飾 沈志雄醫生
- 何豪傑 飾 林之乾
- 方英海 飾 蔡培火
- 羅時豐 飾 校　長
- 吳鈴山 飾 彭　立
- 陳柏蓁 飾 連素雲
- 洪瑞霞 飾 銀姑娘
- 陳博正 飾 農　夫
- 太　保 飾 中醫師
- 秋乃華 飾 患　者
- 湯志偉 飾 軍　官
- 林嘉俐 飾 夫　人
- 洪瑞襄 飾 歌　手
- 顏嘉樂 飾 媽媽桑
- 丁也恬 飾 護士長
- 邱秀敏 飾 產　婆
- 鄭仲茵 飾 文　子
- 謝連壽 飾 高牧師
- 林鴻翔 飾 李　喜
- 許翠雪 飾 陳來好
- 易哲理 飾 河　井
- 鄧安寧 飾 林獻堂
- 楊麗音 飾 仲秋姑姑
- 李亮瑾 飾 李夫人
- 真　妮 飾 靜　香
- 岩野央 飾 特　務
- 葛西健二 飾 辦事員
- 星野謙一 飾 官廳人
- 金士傑 飾 中華民國駐溫哥華領事

## 主題曲
| 曲別   | 曲名         | 作詞     | 作曲   | 演唱                 |
| 主題曲 | 《浪淘人生》 | 吳嘉祥   | 吳嘉祥 | 葉歡、霍正奇、施易男 |
| 插曲   | 《思想起》   | 不詳     | 許丙丁 | 施易男               |
| 插曲   | 《早春賦》   | 吉丸一昌 | 中田章 | 洪瑞襄               |

## 製作團隊
- 原　著：東方白
- 製作人：葉金勝
- 統　籌：潘鳳珠
- 導　演：陳義雄、鄧安寧
- 編　劇：王詞仰、柯淑卿
- 攝　影：王兆仲
- 燈　光：劉京陵
- 美術指導：許英光
- 剪　輯：蕭汝冠
- 配　樂：吳嘉莉
- 編　曲：范宗沛

## 獎項紀錄
| 年份   | 頒獎典禮         | 獲提名作品             | 獎項             | 結果 |
| ------ | ---------------- | ---------------------- | ---------------- | ---- |
| 2005年 | 第40屆金鐘獎     | 浪淘沙                 | 戲劇節目獎       | 獲獎 |
| 2005年 | 第40屆金鐘獎     | 施易男                 | 戲劇節目男主角獎 | 提名 |
| 2005年 | 第40屆金鐘獎     | 葉歡                   | 戲劇節目女主角獎 | 提名 |
| 2005年 | 第40屆金鐘獎     | 德馨                   | 戲劇節目女配角獎 | 提名 |
| 2005年 | 第40屆金鐘獎     | 王詞仰、柯淑卿         | 戲劇節目編劇獎   | 獲獎 |
| 2005年 | 第40屆金鐘獎     | 蔡正泰、王兆仲         | 攝影獎           | 獲獎 |
| 2005年 | 第40屆金鐘獎     | 鄧紀濬、周志信         | 燈光獎           | 獲獎 |
| 2005年 | 第40屆金鐘獎     | 青蘋果公司美術組       | 美術設計獎       | 獲獎 |
| 2005年 | 第40屆金鐘獎     | 吳嘉莉、吳嘉祥、范宗沛 | 音效獎           | 提名 |
| 2005年 | 第40屆金鐘獎     | 浪淘沙                 | 節目行銷獎       | 提名 |
| 2005年 | 第10屆亞洲電視節 |                        |                  |      |
| 2005年 | 施易男           | 最佳男主角             | 提名             |      |
| 2005年 | 葉歡             | 最佳女主角             | 提名             |      |

## 外部連結
- 民視電視台－《浪淘沙》 （页面存档备份，存于）
- YouTube上的浪淘沙播放列表

## 電視節目的變遷
| 中華民國 民視無線台 每週六、日 22:10 - 23:10 · 7月31日起，改為每週日播出 | 中華民國 民視無線台 每週六、日 22:10 - 23:10 · 7月31日起，改為每週日播出 | 中華民國 民視無線台 每週六、日 22:10 - 23:10 · 7月31日起，改為每週日播出 |
| ------------------------------------------------------------------------ | ------------------------------------------------------------------------ | ------------------------------------------------------------------------ |
|                                                                          | 浪淘沙 （2005年5月7日－2005年9月4日）                                    |                                                                          |
| 紅色女人花 2004年12月12日－2005年5月1日                                  | 美麗人生 （2005年9月11日－2005年11月）                                   |                                                                          |

| 中華民國 公視台語台 每週一至週五 11:00 - 12:00、18:00 - 19:00 | 中華民國 公視台語台 每週一至週五 11:00 - 12:00、18:00 - 19:00 | 中華民國 公視台語台 每週一至週五 11:00 - 12:00、18:00 - 19:00 |
| ------------------------------------------------------------- | ------------------------------------------------------------- | ------------------------------------------------------------- |
|                                                               | 浪淘沙 （2022年9月15日－2022年10月27日）                      |                                                               |
| 雨後驕陽 （2022年5月26日－2022年9月14日）                     | 孟婆客棧 （2022年10月28日-）                                  |                                                               |